# Varronia bullulata
Varronia bullulata är en strävbladig växtart som först beskrevs av Ellsworth Paine Killip, J.Estrada, García-barr., och fick sitt nu gällande namn av J.S.Mill. Varronia bullulata ingår i släktet Varronia och familjen strävbladiga växter. Inga underarter finns listade i Catalogue of Life.